# Stephanocyathus paliferus
Espèce
Statut CITES
Stephanocyathus paliferus est une espèce de coraux appartenant à la famille des Caryophylliidae. Selon la base de données WoRMS, Stephanocyathus paliferus fait partie du sous-genre Stephanocyathus (Stephanocyathus) Seguenza, 1864.